# Otto Hahn (schip, 1968)
De Otto Hahn was het eerste Duitse schip met kernenergie-voorstuwing. Na de atoomijsbreker Lenin en de Savannah was dit het derde civiele schip uitgerust met kernreactoren. In 1979 is de reactor verwijderd en kreeg het schip een normale dieselmotor. Het werd in 2009 gesloopt.

## Inleiding
In 1956 werd het Gesellschaft fur Kernergie-verwertung im Schiffbau und Schiffahrt m.b.H. (GKSS) te Hamburg opgericht. In 1961 namen de Bondsrepubliek en de vier Noord-Duitse deelstaten het grootste deel van het kapitaal over. Zij gaven aan de Howaldtswerke-Deutsche Werft de bouwopdracht. De bouw duurde zo’n 4 jaar en op 11 oktober 1968 deed het schip haar eerste nucleaire proefvaart. Het schip is vernoemd naar de Duitse atoomgeleerde Otto Hahn die in 1938 samen met Fritz Strassmann de kernsplijting van uranium ontdekte.

## Beschrijving
Het schip was bestemd voor het vervoer van ijzererts en passagiers. Het maakte 126 reizen, voer een totale afstand van 642.000 zeemijlen en vervoerde 776.000 ton aan lading en verbruikte 80 kilogram aan nucleair materiaal. 1979 werd de kernreactor verwijderd en kreeg het een dieselmotor. In 1983 kwam het weer in de vaart als een containerschip. Na diverse keren van eigenaar te zijn gewisseld, werd het in 2009 gesloopt.

## Naslagwerk
- Vom Forschungsreaktor zum Atomschiff Otto Hahn. Die Entwicklung von Kernenergieantrieben für die Handelsmarine in Deutschland. Auteur: Hajo Neumann. Uitgeverij: Hauschild, Bremen 2009, ISBN 978-3-89757-446-5